# 亞美尼亞民主自由黨
亞美尼亞民主自由黨（英語：Armenian Democratic Liberal）是一個亞美尼亞主要政黨，主要支持者為世界各地的亞美尼亞裔流散者。
在2003年亞美尼亞議會選舉之後，該黨贏得了2.9%的選票，未能贏得任何席位。從那以後，該黨在亞美尼亞的政治格局中失去了影響力。然而，該黨在亞美尼亞僑民中繼續作為三個歷史悠久的僑民傳統政黨之一。